# John Woodcock
John Patrick „Jack“ Woodcock (* 1903; † 16. Januar 1965 in Dublin) war ein irischer Radrennfahrer.

## Sportliche Laufbahn
Woodcock (auch Joseph Woodcock) war im Straßenradsport aktiv und Mitglied der Nationalmannschaft. Er war Teilnehmer der Olympischen Sommerspiele 1928 in Amsterdam. Im olympischen Straßenrennen kam er auf den 44. Rang. Er war der einzige Ire, der im Straßenrennen antrat. Bei den Straßenradsport-Weltmeisterschaften 1931 wurde er 27. im Amateurrennen. Er blieb bis 1932 im Radsport aktiv. 
Woodcock startete für den „Harp Cycling Club“ und war Gründungsmitglied der Ireland National Cycling Association (NCA).

## Berufliches
Woodcock war als Postbeamter in Dublin tätig.